# Johann Christoph Adelung
Johann Christoph Adelung, nemški filolog in leksikograf * 8. avgust 1732, Spantekow, † 10. september 1806, Dresden.
Sestavil je vplivni slovar nemškega jezika Slovnokritični slovar visokonemškega narečja (Gramatisch-kritisches Wörterbuch der hochdeutschen Mundart I-IV), ki je izšel v štirih delih med letoma 1774 in 1786.